# Cratiria aggrediens
Cratiria aggrediens är en lavart som först beskrevs av Stirt., och fick sitt nu gällande namn av Marbach 2000. Cratiria aggrediens ingår i släktet Cratiria och familjen Caliciaceae.   Inga underarter finns listade i Catalogue of Life.